# 大腦半球切除術
大脑半球切除术 （英語：Hemispherectomy）是一种非常罕见的外科手术。在手术中，一个大脑半球（半个大脑）会被移除或失去其功能。这种手术是用于治疗多種癲癇症發作的症狀，針對痲癇源头位於单个大脑半球上大面積位置的個案。这项手术只用于治疗极端病例，包括药物或其他入侵性较低的手术对治療症狀不起作用的情况。大脑半球切除术常见的并发症有：脑积水、硬膜下少量积液、脑髓液漏、深层和表面感染。

## 历史和演變
大脑半球切除术是由弗瑞德·戈尔茨（Friedrich Goltz）于1888年在一只狗身上初次实验的。而首次在人體上進行的手術則在1923年，由瓦特·丹迪（Walter Dandy）為一位膠質母細胞瘤病患施行。在20世纪60年代和70年代早期，大脑半球切除术会移除半个大脑，但是这在许多情况下，造成了无法接受的并发症和副作用。其中主要有颅骨中充满过量体液，進而造成对剩余大脑的压力（被称作脑积水）。这项手术在20世纪80年代由约翰霍普金斯医院的本杰明医生重新使用在儿童身上。在许多医疗中心，大多数这种手术都被功能性大脑半球切除术所替代，此手术把颞叶切除，从而进行胼胝体切开术（Corpus callosotomy），额叶和枕叶会与剩余的大脑所分离。与功能性大脑半球切除术相比，大脑半球切除术在防止后续发生癲癇的优越性上，让传统「解剖学上的」大脑半球切除术持续为一项可行的手术。

## 成果
所有的大脑半球切除患者，都至少遭受半身不遂，與被移除或丧失功能的部分大脑相反的一側身体將會癱瘓。而这种手术基本是专门针对儿童的，因为他们的大脑通常表现出更强的神经可塑性。这可塑性允许剩余半脑的神经元来接管由被移除大脑所控制的任务。这种情况有望能通過強化原本存在于未受影响的一側大脑的神經連接而達成，而這些連接在正常大腦中僅是相當細小。一项关于5岁以下儿童就手术治疗过灾难性癫痫的报告称，73.7%的患者都治愈好了各种痉挛 。研究没有发现手術在记忆上、性格上和幽默感上的长期明顯影响，但整体在认知能力上有微小变化。比如说，有一案例关注了在5岁半时完成这项手术的患者在之后完成大学、参加研究院并在智力测验上达到平均分以上的成绩。这位患者尽管被移除了典型語言區所在的左脑，但也最终发展出了“优越的语言和智能”。当切除左脑时，有证据表明，一些高级语言功能(比如说，高阶文法)不能完全被右脑的功能所承擔。高级语言丧失的程度是基于病人做手术的年龄。
因為神经可塑性，经历大脑半球切除的人能有恢复力去回復原有的腦功能。在這情形下，恢复力是一種讓大腦能從一個糟糕的情况中恢复并回到原样能力。神经可塑性的恢复力解答了为什么餘下的半個大脑能够恢复许多曾经是被移除的大脑的功能。恢复力是患者的一种功能，从大脑半球切除术中恢复健康。
尽管这项手术被最初構想是只用在儿童身上，但是2007年的一项研究指出，解剖學上的大腦半球切除術在小心挑選的成年人中也有長期治療效果，讓其在几十年中持续地控制癲癇發作。

## 创伤性大脑半球切除术
在当一个人在大脑的一侧受到严重创伤的案例中，比如说，大腦遭受枪伤需要进行大脑半球切除以拯救傷者性命。最值得注意的是阿德·伊斯拉菲尔，他在1987年在一次枪支相关的工作事故中丧失了右脑。尽管他仍需要依賴轮椅行動，但最终他的腦部還是还是恢复了绝大多数的功能。令人们关注的是，枪伤打碎了他的脑壳，所以进行整形外科是困难的，以至于他右邊頭顱留有大片凹陷處。